# A Touch of Class (banda)
A Touch of Class (também conhecido pela sigla ATC) foi um grupo de música pop e eurodance formado na Alemanha, com quatro integrantes de países diferentes: Joseph Murray (Nova Zelândia), Tracey Packham (Inglaterra), Sarah Egglestone (Austrália) e Livio Salvi (Itália).

## História
O grupo foi formado, produzido e dirigido por Alex Christensen. Seu single de estreia foi "Around the World (La La La La La)", uma versão em inglês da música "Pesenka" da banda russa Ruki Vverh. Lançado no álbum Planet Pop, o single fez grande sucesso no país e na Europa, estando em 1º lugar nas paradas musicais das rádios alemãs durante seis semanas.
Em toda sua carreira, o grupo lançou dois álbuns. O último lançado, Touch the Sky (2003), não teve muito sucesso nas vendas, tendo como resultado o fim definitivo do grupo no mesmo ano.

## Discografia

### Álbuns
- Planet Pop (2001)
- Touch the Sky (2003)

### Singles
| 2000 | "Around the World (La La La La La)"        | 11 | 1  | 10 | 7  | 12 | 1  | 5  | 8  | 1  | - GER: Platinum - AUT: Gold - SWI: Gold - FRA: Silver | Planet Pop    |  |  |  |
| 2000 | "My Heart Beats Like a Drum (Dam Dam Dam)" | 76 | 6  | 11 | 12 | 39 | 3  | 37 | 38 | 21 | - GER: Gold                                           | Planet Pop    |  |  |  |
| 2000 | "Why Oh Why"                               | —  | 16 | 39 | —  | —  | 16 | —  | —  | 64 |                                                       | Planet Pop    |  |  |  |
| 2000 | "Thinking of You"                          | —  | —  | —  | —  | —  | 46 | —  | —  | 51 |                                                       | Planet Pop    |  |  |  |
| 2001 | "I'm In Heaven (When You Kiss Me)"         | —  | 27 | —  | —  | —  | 22 | —  | —  | 31 |                                                       | Touch the Sky |  |  |  |
| 2001 | "Call on Me"                               | —  | —  | —  | —  | —  | —  | —  | —  | —  |                                                       | Touch the Sky |  |  |  |
| 2001 | "Set Me Free"                              | —  | —  | —  | —  | —  | 44 | —  | —  | —  |                                                       | Touch the Sky |  |  |  |
| 2001 | "New York City"                            | —  | —  | —  | —  | —  | 81 | —  | —  | —  |                                                       | Touch the Sky |  |  |  |
|      |                                            |    |    |    |    |    |    |    |    |    |                                                       |               |  |  |  |